# 당트르카스토제도나무쥐
당트르카스토제도나무쥐(Pogonomys fergussoniensis)는 쥐과에 속하는 설치류의 일종이다. 파푸아뉴기니, 특히 당트르카스토 제도의 토착종이다. 한때는 큰나무쥐의 아종으로 간주하기도 했다.

## 같이 보기
- 포브스나무쥐